# الكتاب المقدس القانوني

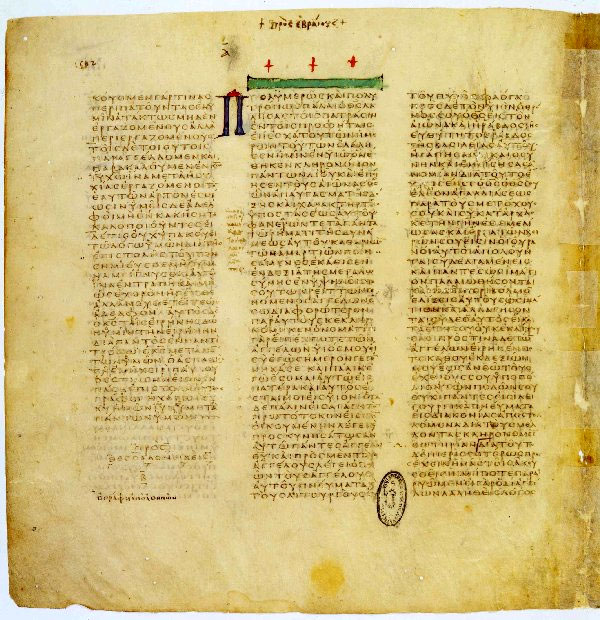

الكتاب المقدس القانوني أو المعياري أو القياسي أو الإمام هو مجموعة من الأسفار (الكتب) التي تم الاعتراف بها كجزء من الكتاب المقدس عند الديانة المسيحية واليهودية، وبالتالي أصبحت المعيار لممارساتهم الدينية. ويختلف محتواه قليلاً بين الطوائف المسيحية، حيث تتضمن بعض الطوائف المسيحية كتبًا إضافية تُعرف بالأسفار القانونية الثانية.
في اليهودية، أصبحت التوراة، كتب موسى الخمسة، كتاب مقدس معياري (حوالي 800-250 قبل الميلاد.)، ووضعت الكتابات الأخرى النبوية والحكمية جانبا. حوالي 100 ميلادي تم البت قطعيًا في أي الكتابات العبرية تنتمي إلى الأجزاء الثلاثة من التناخ. نظرًا لأن اليهودية لا تملك سلطة فقهية عليا، فقد ظلت إصدارات الكتاب المقدس المترجمة باللغة اليونانية إلى جانب التناخ.
تبنت الكنيسة القديمة جميع كتابات التناخ ووضعتها كعهد قديم قبل العهد الجديد، الذي تمت معياريته أخيرًا حوالي 400 ميلادي. وبذلك، أكدت صحة الكتاب المقدس اليهودي الإيمان المسيحي. كما اعتمدت الكنيسة الكاثوليكية الرومانية والكنائس الأرثوذكسية كتبًا أخرى من الترجمة السبعينية اليونانية فيالعهد القديم الخاصة بهم. حصر ت ترجمة الكتاب المقدس للوثر كتاب العهد القديم على تلك الكتب الـ 39 التي نصوصها العبرية مرتبة بطريقة مختلفة، ومعايرة في التناخ

## مصطلح
الكلمة اليونانية المستعارة κανών (كانون) ترجع إلى الكلمة العبرية קָנֶה (قناه، انظر: سفر حزقيال 40 : 3  وهي نفس كلمة قناة بالعربية) دلالة في الأصل على قصبة خشبية أو خيزران تستخدم في أعمال البناء كعصا قياس أو مسطرة أو ميزان زئبق أو ميزان توازن. في الهيلينية ، حددت أيضًا معيارًا أخلاقيًا، أو إرشادات، أو قاعدة، أو تنظيمًا للمعرفة، أو الحكم، أو السلوك.
بهذا المعنى كمعيار توجيه العمل، تظهر الكلمة أربع مرات في العهد الجديد. وقد ربطتها كتابات اللاهوتيين المسيحيين منذ حوالي 150م بمصطلحات مثل الحقيقة والإيمان والكنيسة، واستخضرتها من ناحية لتحديد البدع أو لكل تقاليد الإيمان والتعاليم المعترف بها في الكنيسة.
يشير المصطلح إلى كل من المطالبة بالحقيقة كمعيار لهذا التقليد ونطاقه الخارجي ككتالوج أو قائمة بالوثائق المعتمدة: «القانون هو المعيار الذي يسترشد به كل شيء في الكنيسة؛ والتقنين يعني: الاعتراف بنص كجزء من هذا المعيار».
```
منذ حوالي 350 ميلادي فقط، أشار اللاهوتيون المسيحيون إلى مفهوم القانونية لجميع الكتب المقدسة المعترف بها في الكنيسة، أي إلى كتابهم المقدس. حتى ذلك الحين، كانت 
وثائق
 الإيمان المعترف بها كمعيارية في اليهودية والمسيحية تسمى 
الكتاب
، 
الكتابات
 ، 
التعليمات
 (توراة بالعبرية) أو القانون/ 
الناموس
 (nómos اليوناني).
[
6
]
```

## تناخ
نشأ الكتاب المقدس اليهودي، ومعظمه باللغة العبرية، كمجموعة مستمرة من التقاليد الشفوية، والتي دونت بعد ذلك، ودمجت في مجمعات أكبر، وجرت مراجعتها عدة مرات، وتقلت وفسرت على أنها كلمة الله وشهادة له. خاصة في المنقولات الشرعية التي تُعد وحيًا إلهيًا، فإن الدافع يكمن في التفسير والمراجعة المستمرين لها في حينها ولكونها تعاليم ملزمة، ونسخها حرفيًا، وتضبطها نهائيًا.
يقتبس سفر التثنية، ويكمل ويحدّث مدونات قانونية قديمة، ويسلطها ككلام موسوي كبير وبالتالي يضفي عليها مكانة شرعية عند جميع الإسرائيليين. من أشكال الشرعنة التثنوية هي شرعنة مركزة العبادة عهد يوشيا (حوالي 622 ق م). القراءة الاحتقالية للتوراة بعد إعادة بناء المعبد (من 539 ق.م؛ نح 8: 1) تفترض مسبقًا مكانتها القانونية في اليهودية. اكتملت قوننتها على أبعد تقدير عندما بدأت ترجمتها اليونانية (حوالي 250 ق.م). كما بقيت كذلك الكتاب المقدس الوحيد الصحيح للسامريين الذين انفصلوا عن عبادات معبد القدس: أدى هذا إلى ظهور التوراة السامرية.
حوالي 200 ق.م تم الانتهاء من جمع كتب الأنبياء كذلك، التي كانت تلي التوراة باعتبارها الجزء الرئيسي الثاني من الكتاب المقدس اليهودي. ويفترض المعرفة بها في مخطوطات البحر الميت (نشأت بين 200 ق.م و40 بعد الميلاد) إذ نقلت إلى حد كبير وعلق عليها في المخطوطات.
سمى يوسف فلافيوس حوالي عام 96 ميلادي 22 كتابًا من الكتاب المقدس اليهودي الحالي، على الرغم من ترتيبه أربعة منها - ربما المزامير والأمثال والجامعة ونشيد الأنشاد - على أنها كتابات غير نبوية. في نفس الوقت تقريبًا، يسمي النص غير القانوني المسمى سفر عزرا الرابع (14: 18-48) ما مجموعه 24 سفرًا مقدسًا موحاة أملاها عزرا.
ظل نطاق الجزء الثالث مثيرًا للجدل في اليهودية. في اجتماع لممثليها الرئيسيين في مجمع يبنه (حوالي 100م) يقال أنه جرى تثبيته. إذ ضُمنت لفائف מגילות (نشيد الأنشاد، راعوث، المراثي، الجامعة، استير) بالإضافة إلى سفر دانيال الطويل المثير للجدل، وعزرا، نحميا وسفري الأخبار الأول والثاني، ولكن ليس سلسلة من الاسفار باليونانية التي وجدت طريقها إلى السبعينية: بما في ذلك يشوع سيراخ وسفري المكابيين. استمرت مناقشات الرابيون حول انتماء كتابي الجامعة ونشيد الأنشاد للكتاب المقدس حتى بعد 100 ميلادي، وفق ما ورد في المشنا (mJad 3.5).
في الشتات اليهودي، غالباً ما تُقرئ الأسفارمن السبعينية والتي جرى استثناؤها عندما قُنن التناخ. وترك هذا الأمر للاستحوائ المسيحي منذ نحو 400 ميلادي. ترجمات جديدة للتناخ إلى اليونانية مثل ترجمة اقيلا، وسيماخوس أو ثيودوتيون لم تقدر أن تحقق القبول في اليهودية الحاخامية.

## العهد القديم
بالنسبة ليسوع والمسيحيين الأوائل، كان التناخ، الذي لم يكن تحديد نطاقه قد انتهى بعد ولكن مقسم بالفعل لثلاث أجزاء هو كتاب مقدس موثوق. سفر يشوع بن سيراخ المنحول (نشأ نحو 190 ق.م) ينطلق من أن العهد القديم حينها يتألف من ثلاثة أقسام، من توراه (كتب موسى الخمسة)، واخبار الماضي (يشوع، قضاة، صموئيل، ملوك) والأنبياء (إشعياء، إرميا، حزقيال، واثنا عشر أنبياء صغار). حوالي 117 قبل الميلاد   يستشهد مؤلقوا المقدمة اليونانية التي تم إنشاؤها في هذا الوقت بعدد غير محدود من «الكتابات» الحكيمة الشعرية الأخرى.وهم يسندون رسالتهم الخاصة إلى التناخ ثلاثي الأجزاء وشرعنوها كتفسير له. على الرغم من الاختلافات في المحتوى، مثل دور التوراة في الرسالة إلى غلاطية (قارن. متى 5: 17 وما يلينها.) بقيت الكتب اليهودية المقدسة بالنسبة لهم شهادات الوحي الملزمة من الله، التي أتم إرادتها يسوع المسيح وأعاد تأكيدها في شروحه.
أراد مرقيون استبعاد الكتاب المقدس اليهودي من الكتاب المقدس المسيحي نحو عام 150 ميلادي، والاعتراف بالعهد الجديد مختصر فحسب و«نظيفًا» من اليهودية. في المقابل، احتفظ آباء الكنيسة بالكتب المقدسة اليهودية باعتبارها القسم الأول الصحيح من الكتاب المقدس القانوني المسيحي. يشير آباء الكنيسة في بعض الأحيان إلى ما يسمى بالاسفار «التثنوية»، الواردة في مخطوطات السبعينية، دون أن يعترف بها الحاخامات.
ترجم ميليتو أسقف سارديس التعبير اليوناني palaia diathēkē «الميثاق القديم» (2 كو 3 :14) حوالي 170 ميلادي إلى اللغة اللاتينية لأول مرة بالتعبير vetus testamentum (العهد القديم) وأشار إلى جميع الكتب اليهودية المقدسة التي يعرفها. تضمنت قائمته جميع كتب التناخ باستثناء كتاب استر. إذ قام بتجميع هذه القائمة بعد رحلة بحث خاصة إلى فلسطين، وفقا ليوسابيوس القيصري. عرف أوريجانوس كذلك التناخ القانوني، ووصف كتب المكابيين وسفر اخنوخ بأنها لا تنتمي له، والكتابات الإضافية غير المستخدمة علنًا على أنها منحولة (أبوكريفا). بالنسبة لهيرونيموس، نحو عام 393 م. كانت التوراة موحاة من الروح القدس، وسماها الحقيقة العبرية (hebraica veritas).
ومع ذلك، ضم مجمع أساقفة روما (عام 382 م) ومجمع هيبو (393 م) وقرطاج (397 م، 419 م) في العهد القديم القانوني سفر يهوديت، سفر طوبيا، سفر الحكمة، المكابيين الأول / الثاني، سفر يشوع بن سيراخ، وسفر باروخ مع رسالة ارميا والإضافات اليونانية لإستر ودانيال. مقتفين في ذلك مجتمعات معظمهم من المسيحيين ذوي الأصول الوثنية في حوض المتوسط خارج فلسطين، الذين قرأوا في صلواتهم نصوص السبعينية اليونانية.

## العهد الجديد

### النطاق
كتاب العهد الجديد الذي دون في القرن الأول ميلادي باللغة اليونانية أعترف به في وقت لا يتجاوز رسالة عيد الفصح 39 من أثناسيوس (367 م) من قبل جميع المسيحيين تقريبًا في ذلك الوقت باعتباره جزءًا موثوقًا من الكتاب المقدس القانوني. ولا يزال يسري في في جميع الطوائف المسيحية تقريبًا، بلا جدال؛ فقط ترتيبه يختلف إلى حد ما.
لم يجادل أحد في الأناجيل الأربعة، وأعمال الرسل، ورسائل بولس، والرسائل الرعوية ورسالة يوحنا الأولى. تم التشكيك جزئيًا في الكتب الثلاثة التالية، ولكن تم الاعتراف بها أخيرًا من قبل جميع التقاليد المسيحية:
- الرسالة إلى العبرانيين (لم تكن موضع شك في الشرق، مثيرة للجدل في الغرب حتى بعد نهاية العصور القديمة)
- رسالة يعقوب
- رسالة بطرس الأولى (نادرا ما يشكك بها).

الكتب الخمسة التالية، التي لم تضمن في البشيطتا، تم الاعتراف بها من قبل جميع التقاليد باستثناء كنيسة المشرق الآشورية:
- رسالة بطرس الثانية (غالبًا توضع محل تساؤل)،
- رسالة يوحنا الثانية ورسالة يوحنا الثالثة (قصيرة جدًا وغير مهمة)،
- رسالة يهوذا
- رؤيا يوحنا (ليس موضع شك في الغرب، وجزئيا في الشرق في القرن السابع عشر).

معترف به جزئيًا، ولكن في النهاية ليس في العهد الجديد
- رسالة كليمنت الأولى والثانية
- الديداخي (رفض في أواخر العصور القديمة، أعيد اكتشافه عام 1873م)
- رسالة برنابا
- راعي هرمس
- إنجيل العبرانيين
- رؤيا بطرس .

### رسائل بولس
جُمعت رسائل بولس أولاً؛ إذ يتطلب الكلام الوارد في رسالة بطرس الرسول الثانية، اصحاح 3 آية 15 مجموعة قد دونت، والتي وفقًا لبعض مؤرخي العهد الجديد (ديفيد تروبيش، روبنسون) كانت متداولة بالفعل نحو 70 م. لقد تليت في المجتمعات المسيحية كبشارة موثوقة لما سيأتي بعد المناسبة القائمة (1 تس 5: 27 ؛ رو 16: 16). كما أراد الكاتب كمابولس الطرسوسي أن يتم تمريرها إلى الجماعات التي لم يؤسسها بنفسه (غل 1: 2؛ 2 كو 1: 1)؛ بحسب كو 4: 16 فقد جرى تبادلها، مع تداول منحولات كذلك (2 تس 2: 2 ؛ 2 تس 3: 17). وبذلك اعترف خصوم بولس كذلك بسلطته (2 كو 10: 9 وما يليها). بعد وفاته، كفل رعاة مدرسة بولوس أن يبقى لاهوته ساريًا ومحدثًا مع الرسائل الأخرى المنسوبة إليه. كذلك تشير الرسائل الرعوية أيضًا إلى المدونة البولسية Corpus Paulinum إمابالاقتباس المباشر أو التلميح من كورنثوس الأولى والثانية ورومية وفليبي وكولوسي وفليمون. في 2 تي 3: 16 يشار إليها على أنها كتب موحى بها، وبالتالي تميزعن الكتابات غير الموحى بها. ومع ذلك، ظل نطاق وتسلسل مجموعة رسائل بولس غير متناسق حتى حوالي 200 م.

### القرن الثاني
منذ أواخر لقرن الثاني أنشأ الآباء قوائم، تسمى كتالوجات الكتب القانونية. كان أهم معيار للإدراج في القانون هو أن يكون المؤلف مسمى رسول من قبل يسوع نفسه أو مؤلف أجازه أحد الرسول. إنجيل متى ويوحنا كانا يعتبران رسوليين، إنجيل مرقس قانوني كما أكد بطرس، إنجيل لوقا بواسطة بولس. 
 حوالي 150 كان هناك توليفة من الأناجيل الأربعة استخدمها تاتيان في الدياتسارون. كان إنجيل يوحنا قيد الاستخدام في مصر حوالي 125 م. كتابات العهد الجديد هذه، التي غالبًا ما يستشهد بها آباء الكنيسة (أو صيغ مكتوبة منها؟)، كان ينظر إليها على أنها سلطة في وقت مبكر، تشبه إلى حد كبير كتابات العهد القديم. فيما يلي بعض الأمثلة (رسالة بولس الرسول الأولى إلى تيموثاوس. ورسالة بطرس الرسول الثانية حقيقية حسب بعض اللاهوتيين المحافظين، أي دونت حوالي 60 م.):
- يرد في رسالة بطرس الرسول الثانية. اصحاح 3

 في الآية 16، تتساوى رسائل بولس مع «باقي الكتب» - كلمة كتب (τη γραφή) في العهد الجديد تحيل عادة إلى العهد القديم أو جزء منه.
- يرد في رسالة بولس الرسول الأولى إلى تيموثاوس. اصحاح 5

 الاقتباس الأول من تث 25: 4، والثاني ليس من العهد القديم، ولكن حرفيا في لو 10: 7 .
- تشير الرسالة الثانية إلى كليمنت إلى سفر إشعياء 54: 1 على أنه كلمة الله:

 الجملة بعد التالية تقول: 
 أقدم كتالوج للعهد الجديد، نسخة موراتوني القانونية Canon Muratori (نحو 170م)، يشمل أيضًا رؤيا بطرس (مع تحفظات )، ولكن ليس الرسالتين القانونيتين اليوم رسالة بطرس الأولى والثانية وعبرانيين ويعقوب ورسالة يوحنا الثالثة.
وضع إيريناوس من ليون حوالي عام 185 م قائمته القانونية التي جمعت الكتابات الموحى بها، غاب عنها فليمون، بطرس الثانية، يوحنا الثانية والثالثة والعبرانيين ويهوذا، ولكن أضاف راعي هرمس.

### القرن الثالث
ناقش أوريجانوس نحو 230 م في تعليقاته بالتفصيل جميع الأعمال الباقية اليوم، بالإضافة إلى أربعة أعمال غير مدرجة في العهد الجديد (رسالة برنابا وراعي هرمس. وديداخي وإنجيل العبرانيين) وستة رسائل قانونية باعتبارها مثيرة للجدل.(عبرانيين، بطرس الثانية، يوحنا الثانية والثالثة، يعقوب، يهوذا)
كذلك قانونية كتاب رؤيا يوحنا كان مثيرًا للجدل في ذلك الوقت.

### القرن الرابع
المخطوطات التي وصلتنا من هذه الفترة (مثل المخطوطة السينائية، المخطوطة الإسكندرانية) تعكس هذا التنوع في الآراء في الأعمال التي تحتوي عليها، إذ أن الأولى تحتوي على «راعي هرمس» ورسالة بارنابا، والأخيرة رسالتا كليمنت .
جمع يوسابيوس القيصري، نحو 260-340 م، في تاريخ الكنيسة إيجابيات وسلبيات الكتب فرادة. يقدم كيرلس الأورشليمي حوالي منتصف القرن الرابع  في محاضراته الإرشادية في أورشليم ،نسخة قانونية تحتوي على جميع كتب العهد الجديد ما عدا رؤيا يوحنا. ويقدم أثناسيوس الأول عام 367 م في الرسالة التاسعة والثلاثين بمناسبة تحديد عيد الفصح جميع كتب العهد الجديد اليوم، ولكن في العهد القديم ينحرف إلى حد ما عن القائمة المعتادة من خلال تضمين سفر باروخ ورسالة إرميا وحذف سفر أستير. يورد غريغوريوس النزينزي في قصيدة. له جميع كتب العهد الجديد اليوم باستثناء رؤيا يوحنا.

اعترف مجمع قرطاج الثالث، وهو مجمع محلي مثل منطقة شمال أفريقيا فقط، بنسخة قانونية في عام 397 (46 كتابًا من العهد القديم، 27 من العهد الجديد) وحظر قراءة الكتب الأخرى ككتب إلهية في الشعائر. 

### العصور الوسطى
لا يمكن تأكيد التصوّر البروتستانتي في الزمن المعاصر، بأن تأسيس قانون العهد الجديد واضح منذ القرن الرابع الميلادي، دون قيود على وضع الكتاب المقدس في العصور الوسطى. يتميز الكتاب المقدس في فترة ما قبل الإصلاح في العصور الوسطى بنواة أساسية صلبة وبحواف نفوذة، بحيث يمكن من منظور حديث قراءة كتابات غير عهدينة مثل إنجيل يعقوب لفترة طويلة بنفس مستوى الأناجيل القانونية. رفض هيرونيموس في أواخر العصور القديمة رسالة بولس الرسول إلى لاوديكا المنحولة، وهي رسالة ملفقة لبولس، ولكن مع ذلك جرى تداولها لقرون كرسالة قانونية لبولس في بعض مخطوطات الفولغاتا وتم تضمينها أيضًا في جميع الترجمات الألمانية السبعة عشر للعهد الجديد قبل ترجمة لوثر. ظهور العهد الجديد القانوني المختوم هو في الأساس نتاج القرن 16 م، عندما رسم نقد القانون في الإصلاح البروتستانتي والقرارات الإصلاحية لمجمع ترينتو التي ردت عليه رسم حدود حادة بين الكتب القانوني وغير القانوني فقط في الغرب للمرة الأولى. في عام 1531 م، ظهرت نسخة زيورخ للكتاب المقدس، وهي أول نسخة كاملة مطبوعة من الكتاب المقدس. أدت قرارات مجامع الإصلاح في العقود التي تلت ترينتو إلى قوننة واقعية لترجمة لوثرللكتاب المقدس في الكنائس اللوثرية.

## الإصلاح
حدثت القوننة الرسمية في المسيحية فقط في القرن الرابع. في نهاية المطاف، كان القوننة المسيحية عملية متغيرة. كان الأساس في ذلك الوقت السبعينية، الترجمة اليونانية لتناخ وبعض الكتابات الأخرى. لكن بالنسبة للكنيسة الكاثوليكية، كانت الترجمة اللاتينية الجديدة التي كتبها هيرونيموس، الفولغاتا، ذات أهمية أكبر بكثير. في الغرب اللاتيني من الإمبراطورية، كان الناس غير قادرين بشكل متزايد على التعامل مع السبعينية اليونانية.
لم يتغير هذا إلا مع عصر النهضة، عندما فهم العلماء الإنسانيون مثل فقيه اللغة العبرية يوهانس ريوتشلين Johannes Reuchlin وفقيه اللغة اليونانية إيراسموس كيفية إثارة اهتمام جديد بالعصور القديمة.تحت شعار إلى المصادر (Ad fontes) يجب أن يُسأل تاريخياً - وقريباً لاهوتياً - عن المصادر الأصلية. كانت أول إصدارات النص باللغة الأصلية، قفزة نوعية والتي تم نشرها الآن بمساعدة تقنية الطباعة التي ابتكرت حديثًا. بالنسبة للعهد القديم العبري، كانت هذه طبعة يعقوب بن حاييم، التي نشرها في البندقية عند دانيال بومبرج Daniel Bomberg في 1524/1525 م («بومبرجانا»). (قارن 1516 طبعة العهد الجديد اليوناني إيراسموس.)

في هذا الصدد، لجأ المصلحون إلى التناخ القياسي العبري، بينما تمسكت الكنيسة الكاثوليكية بمحيط الفولغاتا اللاتيني والكنيسة الأرثوذكسية بالسبعينية. اعبر مارتن لوثر أن الكتابات، التي تزيد عن محتويات النص العبري في السبعينية ، هي كتب ، وإذا لم يتم اعتبارها مثل الكتاب المقدس ، ومع ذلك فهي مفيدة وجيدة للقراءة ؛ وللكنيسة الانجليكانية وجهة نظر مماثلة. ومع ذلك ، فإن التقاليد الكالفينية إلى حد ما داخل البروتستانتية ترفض هذه الكتب تمامًا. 
 في هذا الصدد ، هناك اليوم خلاف بين الكنائس الأرثوذكسية والكاثوليكية والبروتستانتية حول الكتابات غير الواردة في التناخ، وحسب وجهة النظر تسمى منحولات (العهد القديم) أو الأسفار القانونية الثانية. أصبح مصطلح «الكتابات المتأخرة من العهد القديم» راسخًا أيضًا لمشاريع التلاقي الإنجيلي الكاثوليكي.
في سياق الإصلاح، صار إلى التشكيك في النطاق السابق لقانونية العهد القديم ، التي كانت تستند إلى السبعينية. اعتمد مارتن لوثر في ترجمته للعهد القديم على النسخة القانونية اليهودية العبرية   - حوالي 100م في نطاقها الحالي   - كان عدد اسفاره أقل من السبعينية التي نشأت نحو 200 قبل الميلاد.   (أي بدون كتب يهوديت، طوبيا، جزئياً دانيال وإستر ، مكابيين، يسراخ، حكمة، وباروخ). ونتيجة لذلك ، التزمت الكنيسة الكاثوليكية بنطاق السبعينية للعهد القديم في سياق الإصلاح المضاد في مجمع ترينتو. لم تحدد الكنائس اللوثرية أبدًا نطاق للعهد القديم القانوني أو الجديد في نص ملزم رسمي ، لكنها اتبعت بالفعل قرار لوثر. يمكن أيضًا تبرير انفتاح نطاق الفانونية من الناحية اللاهوتية والإجرائية. حددت الكنائس الإصلاحية بوضوح نطاق القانونية الكتابية من خلال قوائم القوننة في نصوصها المذهبية. لم يتم تحديد نطاق قانون الكتب المقدسة بوضوح في الكنيسة الشرقية أيضًا.

## المؤلفات
مجموع الكتاب المقدس
- Egbert Ballhorn ، Georg Steins (ed.): قانون الكتاب المقدس في تفسير الكتاب المقدس: مثال التفسير وانعكاسات المنهج. كولهامر ، شتوتغارت 2007، ISBN 3-17-019109-8 (347 صفحة).
- جان ماري أورز ، هنك جان دي جونج (محرر.): الشرائع الإنجيلية (Bibliotheca Ephemeridum Theologicarum Lovaniensium). مطبعة جامعة لوفين ، 2003، ISBN 90-429-1154-9 (LXXXVIII ، 717، 8 صفحات).
- Lee Martin McDonald ، James A. Sanders (ed.): مناظرة كانون. هندريكسون ، بيبودي / ماس. 2002، ISBN 1-56563-517-5 (X ، 662 صفحة).
- ماتياس هودل: الكتاب المقدس ووحدة الكنائس. تحقيق في دراسات «الإيمان والنظام» (الكنيسة والمذهب ، المجلد 34)، Vandenhoeck & Ruprecht ، Göttingen 1993، 2. طبعة 1995، 3 طبعة 2012. ردمك 978-3-525-56538-4 .
- Wolfhart Pannenberg ، Theodor Schneider: Binding Certificate ، المجلد 1: الكنسي ، الكتاب المقدس ، التقليد (حوار الكنائس ، 7). هيردر ، فرايبورغ 1992، ISBN 3-451-22868-8 (399 صفحة).
- فريدريك فيفي بروس: قانون الكتاب المقدس. InterVarsity ، Downers Grove 1988، ISBN 0-8308-1258-X (349 صفحة).
- أدولف م. ريتر: حول تكوين الكنسي في الكنيسة القديمة. في: كاريزما وكاريتاس. مقالات عن الكنيسة القديمة. Vandenhoeck & Ruprecht ، Göttingen 1997، ISBN 3-525-58160-2، ص.   273   وما يليها.
- Karlmann Beyschlag: مخطط الطابق لتاريخ العقيدة. المجلد 1: الله والعالم. الثانية الإصدار. دارمشتات 1988، ص 172 - 185.
- فرانز ستوهلوفر : استخدام الكتاب المقدس من يسوع إلى يوسب. دراسة إحصائية لتاريخ الكنسي. SCM R. Brockhaus ، فوبرتال 1988، ISBN 3-417-29335-9 .

العهد القديم
- William J. Abraham: Canon and Criterion in the Christian اللاهوت: من الآباء إلى النسوية. مطبعة جامعة أكسفورد ، أكسفورد 2002، ISBN 0-19-925003-0 (508 صفحة).
- أندرياس هان: Canon Hebraeorum - Canon Ecclesiae: حول السؤال الديوتروكنوني في سياق تبرير مبدأ العهد القديم في العقائد الرومانية الكاثوليكية الحديثة. دار النشر LIT ، مونستر يو.   أ. 2010، ISBN 978-3-643-90013-5 (408 صفحة).
- لي مارتن ماكدونالد: تشكيل الكتاب المقدس المسيحي: طبعة منقحة وموسعة. هندريكسون ، بيبودي / ماس. 1995، ISBN 1-56563-052-1 (XXXVI ، 340 صفحة).
- HP Rüger: نطاق قانون العهد القديم في تقاليد الكنيسة المختلفة. في: Siegfried Meurer (ed.): السؤال الملفق في الأفق المسكوني (مناقشة الكتاب المقدس 3). الثانية الإصدار. جمعية الكتاب المقدس الألمانية ، شتوتغارت 1993، ISBN 3-438-06222-4 (159 صفحة).
- مايكل شماوس ، ألويس جريلماير ، ليو شيفتشيك ، ألكسندر ساند: بدايات شريعة مسيحية (I / 3a part 1). هيردر ، فرايبورغ / بازل / فيينا 1974، ISBN 3-451-00725-8 (90 صفحة).
- هانز فون كامبينهاوزن : أصل الكتاب المقدس المسيحي (مساهمات في اللاهوت التاريخي ، 39). Mohr Siebeck ، Tübingen 2003، ISBN 3-16-148227-1 (طبع دون تغيير لل 1 إد. 1968 ؛ الثامن ، 402 صفحة).

العهد الجديد
- بروس ميتزجر: قانون العهد الجديد: الأصل ، التطور ، المعنى. Patmos-Verlag ، Düsseldorf 1993، ISBN 3-491-71104-5 (303 صفحات).
- تيودور زان: مخطط تاريخ قانون العهد الجديد. ثالثًا الإصدار. R.Brockhaus ، فوبرتال 1985، ISBN 3-417-29235-2 (مع تسجيل ، وإلا طبع من 2   1904 ؛ 110 صفحات).
- جيفري مارك هانمان: الجزء الموراتوري وتطور القانون (دراسات أكسفورد اللاهوتية). مطبعة كلارندون ، أكسفورد 1992، ISBN 0-19-826341-4 (الحادي عشر ، 237 صفحة).
- ديفيد تروبيش: الطبعة الأولى من العهد الجديد (Novum Testamentum et orbis antiquus). مطبعة جامعة أكسفورد ، أكسفورد / نيويورك 2000، ISBN 0-19-511240-7 (VIII ، 175 صفحة).
- مايكل ج. كروجر: إعادة النظر في القانون: تأسيس أصول وسلطة كتب العهد الجديد. كروسواي ، ويتون 2012، ISBN 978-1433505003

## روابط إنترنت
- كارين شوبفلين: مقالة Kanon (AT) في: Michaela Bauks ، Klaus Koenen (ed. موسوعة الكتاب المقدس العلمية على الإنترنت (WiBiLex)، 2007 وما يليها.
- تطور قانون العهد الجديد
- الموسوعة الكاثوليكية: شريعة العهد الجديد

## حواشي
1. ↑  الإِمامُ :خَشَبة أو خيط يُسَوَّى بهما البناء، يُقال: قَوَّم البناءَ على الإمام، وكذلك يسمى المصحف الذي وضعه عثمان كمعيار المصحف الإمام
2. ↑  تترجم الكلمة قناه بقصبة القياس في الترجمات العربية
3. ↑  القَنَاةُ : الرمحُ الأَجوف
4. ↑  -رسالة بولس الرسول الثانية الى اهل كورنثوس. اصحاح 10:

13 ولكن نحن لا نفتخر الى ما لا يقاس بل حسب قياس القانون الذي قسمه لنا الله قياسا للبلوغ اليكم ايضا.

15 غير مفتخرين الى ما لا يقاس في اتعاب اخرين بل راجين اذا نما ايمانكم ان نتعظم بينكم حسب قانوننا بزيادة

16 لنبشر الى ما وراءكم.لا لنفتخر بالامور المعدة في قانون غيرنا

-رسالة بولس الرسول الى اهل غلاطية. اصحاح 6:

16 فكل الذين يسلكون بحسب هذا القانون عليهم سلام ورحمة، وعلى اسرائيل الله.
5. ↑  Adolf Jülicher: Einleitung in das Neue Testament. 7. Auflage. Tübingen 1931, S. 555.
6. ↑  Wilhelm Schneemelcher: Bibel III: Die Entstehung des Kanons des Neuen Testaments und der christlichen Bibel. In: Theologische Realenzyklopädie, Band 1. S. 25 ff.
7. ↑  Hans Jürgen Becker: Bibel, II. Altes Testament. In: Die Religion in Geschichte und Gegenwart. (RGG), 4. Auflage, Tübingen 1998, S. 1410.
8. ↑  Erich Zenger: Einleitung in das Alte Testament. 2. Auflage. Kohlhammer, Stuttgart 1996, S. 28.
9. ↑  Brief des Melito an Onesimus um 170 n. Chr.; die Liste von Melito auf griechisch und englisch. نسخة محفوظة 21 نوفمبر 2019 على موقع واي باك مشين.
10. ↑  Als umstritten gekennzeichnet: „die manche von uns nicht in der Kirche lesen lassen“
11. ↑  Er erwähnt zwei anerkannte Johannesbriefe, wobei er aus 1. Joh. bereits zuvor zitiert hatte. Meinte er mit den zwei anerkannten 2. Joh. und 3. Joh. – nachdem 1.Joh. schon vorher besprochen war?
12. ↑  Bernhard Lohse: Epochen der Dogmengeschichte. Stuttgart/ Berlin 1983, S. 35.
13. ↑  Eusebius von Caesarea, Historia Ecclesiastica III, 25 (u. a.)
14. ↑  39. Osterfestbrief des Athanasius نسخة محفوظة 14 نوفمبر 2019 على موقع واي باك مشين.
15. ↑  Helmut Zander: Das Wort Gottes hat eine sehr irdische Geschichte: Wie die Bibel entstanden ist (Rezension zu: Konrad Schmid، Jens Schröter: Die Entstehung der Bibel. Von den ersten Texten zu den heiligen Schriften. München 2019). In: NZZ, 27. Oktober 2019, abgerufen am 2. November 2019. نسخة محفوظة 30 مارس 2020 على موقع واي باك مشين.